# 邱新海
邱新海（1965年—），江西分宜人，汉族，中华人民共和国政治人物、第十二届全国人民代表大会江西地区代表。
担任江西恩达麻世纪科技股份有限公司董事长。2013年，担任全国人大代表。